# Enrique Palos
Enrique Eduardo Palos Reyes (Aguascalientes, 31 maggio 1986) è un ex calciatore messicano, di ruolo portiere.

## Palmarès

### Club

#### Competizioni nazionali
- Campionato messicano: 3

Tigres UANL: Apertura 2011, Apertura 2015, Apertura 2016
- Campeon de Campeones: 2

Tigres UANL: 2016, 2017

### Individuale
- Miglior portiere dell'anno: 1

2011